# بل هیون (شهرستان فرفکس، ویرجینیا)
بل هیون (به انگلیسی: Belle Haven) یک منطقهٔ مسکونی در ایالات متحده آمریکا است که در شهرستان فرفکس، ویرجینیا واقع شده‌است. بل هیون ۷٫۴ کیلومتر مربع مساحت و ۶٬۵۱۸ نفر جمعیت دارد و ۴٫۵۷ متر بالاتر از سطح دریا واقع شده‌است.